# Liodrosophila pugnicoxa
Liodrosophila pugnicoxa är en tvåvingeart som beskrevs av Hajimu Takada och Momma 1975. Liodrosophila pugnicoxa ingår i släktet Liodrosophila och familjen daggflugor. Inga underarter finns listade i Catalogue of Life.